# Lijst van watergedreven molens in Gelderland
In Nederland zijn de meeste watergedreven molens langs de grens met Duitsland en België te vinden. De provincie Limburg is de provincie met de meeste watergedreven molens. Tegenwoordig zijn watermolens slechts in vier provincies te vinden: Gelderland, Noord-Brabant, Limburg en Overijssel.
Watermolens in Gelderland:
| Naam                            | Waterloop                    | Plaats      | Gemeente    | Provincie  | Type molen     | Functie                                | Maalvaardigheid         | Bezoekmogelijkheid                            | Foto |
| ------------------------------- | ---------------------------- | ----------- | ----------- | ---------- | -------------- | -------------------------------------- | ----------------------- | --------------------------------------------- | ---- |
| Achterste Molen                 | kunstmatige watervoorziening | Arnhem      | Arnhem      | Gelderland | bovenslagmolen | papiermolen                            | maalvaardig             | Maakt deel uit van het Openluchtmuseum        |      |
| Bagijnemolen                    | Sonsbeek                     | Arnhem      | Arnhem      | Gelderland | bovenslagmolen | korenmolen, museum                     |                         | Maakt deel uit van het Nederlands Watermuseum |      |
| Berenschot                      | Aaltense Slinge              | Woold       | Winterswijk | Gelderland | onderslagmolen | korenmolen                             | maalvaardig             |                                               |      |
| Bouwhofmolen                    | Ugchelse Beek                | Ugchelen    | Apeldoorn   | Gelderland | bovenslagmolen | voorheen korenmolen                    | draaivaardig            |                                               |      |
| Cannenburger Molen              | Hartense Molenbeek           | Vaassen     | Epe         | Gelderland | turbinemolen   | voorheen div. functies                 | in principe maalvaardig |                                               |      |
| De Ruitersmolen                 | Beekbergse Beek              | Beekbergen  | Apeldoorn   | Gelderland | bovenslagmolen | korenmolen                             | maalvaardig             |                                               |      |
| Watermolen van Hackfort         | Baakse Beek                  | Vorden      | Bronckhorst | Gelderland | onderslagmolen | korenmolen, kleine waterkrachtcentrale | maalvaardig             |                                               |      |
| De Hoop                         | Griftse Beek                 | Heerde      | Heerde      | Gelderland | bovenslagmolen | voorheen korenmolen                    | niet-maalvaardig        |                                               |      |
| De Kopermolen                   | Klaarbeek                    | Zuuk        | Epe         | Gelderland | bovenslagmolen | korenmolen                             | maalvaardig             |                                               |      |
| De Hamermolen                   | Koppelsprengen               | Ugchelen    | Apeldoorn   | Gelderland | bovenslagmolen | kleine waterkrachtcentrale             | maalvaardig             |                                               |      |
| De Mallumsche Molen             | Berkel                       | Eibergen    | Berkelland  | Gelderland | onderslagmolen | koren- en pelmolen                     | maalvaardig             |                                               |      |
| De Middelste Molen              | Loenense Beek                | Loenen      | Apeldoorn   | Gelderland | bovenslagmolen | papiermolen                            | maalvaardig             | wo-za                                         |      |
| De Olliemölle                   | Berkel                       | Borculo     | Berkelland  | Gelderland | onderslagmolen | voorheen korenmolen, thans restaurant  | draaivaardig            | restaurant                                    |      |
| De Stenen Tafel                 | Berkel                       | Borculo     | Berkelland  | Gelderland | onderslagmolen | korenmolen, restaurant                 | maalvaardig             | geen                                          |      |
| Van Lennepsmolen                | Velpse Beek                  | Velp        | Rheden      | Gelderland | bovenslagmolen | korenmolen, restaurant                 | niet draaivaardig       |                                               |      |
| Watermolen van Eerbeek          | Eerbeekse Beek               | Eerbeek     | Brummen     | Gelderland | bovenslagmolen | oliemolen                              | maalvaardig             |                                               |      |
| Watermolen van Hattem-Molecaten | plaatselijke sprengen        | Hattem      | Hattem      | Gelderland | bovenslagmolen | korenmolen                             | maalvaardig             | zondagmiddag                                  |      |
| Watermolen van Laag-Keppel      | Oude IJssel                  | Laag-Keppel | Bronckhorst | Gelderland | onderslagmolen | korenmolen, restaurant                 | maalvaardig             |                                               |      |
| Watermolen van Staverden        | Staverdensche Beek           | Staverden   | Ermelo      | Gelderland | bovenslagmolen | kleine waterkrachtcentrale             | maalvaardig             | tot op enkele meters te benaderen             |      |
| De Wenumse Molen                | Wenumse Beek                 | Wenum       | Apeldoorn   | Gelderland | bovenslagmolen | korenmolen                             | maalvaardig             |                                               |      |
| De Witte Molen                  | Sonsbeek                     | Arnhem      | Arnhem      | Gelderland | bovenslagmolen | korenmolen                             | maalvaardig             |                                               |      |
| De Zuukermolen                  | Klaarbeek                    | Zuuk        | Epe         | Gelderland | bovenslagmolen | voorheen div. bestemmingen             | draaivaardig            |                                               |      |